# 具絲毛燈蘚
具絲毛燈蘚（学名：Rhizomnium tuomikoskii）为提燈蘚科毛燈蘚屬下的一个种。